# Vasîlivka (Zaharivka), Rozdilna
Vasilevca (în ucraineană Василівка), în trecut a fost un sat majoritar moldovenesc, fiind insa asimilat in prezent, este un sat în comuna Zaharivka din raionul Rozdilna, regiunea Odesa, Ucraina.

## Demografie
Componența lingvistică a localității Vasîlivka
     Ucraineană (90,31%)
     Română (8,25%)
     Rusă (1,24%)
Conform recensământului din 2001, majoritatea populației localității Vasîlivka era vorbitoare de ucraineană (90,31%), existând în minoritate și vorbitori de română (8,25%) și rusă (1,24%).